# Liste der Kulturdenkmäler in Siefersheim
In der Liste der Kulturdenkmäler in Siefersheim sind alle Kulturdenkmäler der rheinland-pfälzischen Ortsgemeinde Siefersheim aufgeführt. Grundlage ist die Denkmalliste des Landes Rheinland-Pfalz (Stand: 25. März 2025).

## Einzeldenkmäler
| Bezeichnung                   | Lage                                                                        | Baujahr                    | Beschreibung | Bild                           |
| ----------------------------- | --------------------------------------------------------------------------- | -------------------------- | --- | ------------------------------ |
| Schulhaus                     | Borngasse 1 Lage                                                            | 1880                       | ehemalige Schule; stattlicher spätklassizistischer Putzbau, bezeichnet 1880                                                                          | Fotos hochladen                |
| Kriegerdenkmal                | Borngasse, vor Nr. 1 Lage                                                   | 1886                       | Kriegerdenkmal 1870/71, Sandsteinobelisk, bezeichnet 1886                                                                                            | Fotos hochladen                |
| Jüdisches Gräberfeld          | Friedhofstraße, auf dem Friedhof Lage                                       | ab 1914                    | zwei Stelen für die Verstorbenen der jüdischen Familie Keller, 1914 und 1916/1917/1918                                                               | BW                             |
| Katholische Kirche St. Martin | Friedhofstraße 7 Lage                                                       | 1903/04                    | neugotischer Bruchsteinsaal, 1903/04 | weitere Bilder Fotos hochladen |
| Portal                        | Hintergasse 4 Lage                                                          | 1584                       | renaissancezeitliches ehemaliges Kellerbogenportal, bezeichnet 1584 abgebrochen: Vierseithof, Bruchstein, im Kern wohl aus dem 17. Jahrhundert       | BW                             |
| Evangelisches Pfarrhaus       | Kirchgasse 3 Lage                                                           | 1742                       | spätbarocker Krüppelwalmdachbau, 1742 | BW                             |
| Evangelische Pfarrkirche      | Kirchgasse 4 Lage                                                           | um 1200                    | romanischer Chorturm, um 1200, im Kern spätgotisches Schiff, bezeichnet 1569, um 1720 erweitert                                                      | weitere Bilder Fotos hochladen |
| Hofanlage                     | Wonsheimer Straße 12 Lage                                                   | 1785                       | Vierseithof; spätbarocker Krüppelwalmdachbau, bezeichnet 1785; Wirtschaftsgebäude, 18. und 19. Jahrhundert; Gewölbestall, Mitte des 19. Jahrhunderts | BW                             |
| Wasserbehälter                | südlich des Ortes; Flur In den Strengen (verlängerte Wasserhausstraße) Lage | 1926                       | expressionistisch angeregter Sandsteinquaderbau, bezeichnet 1926                                                                                     | BW                             |
| Ajax-Turm                     | südwestlich des Ortes; Gewann In der Heerkretz Lage                         | 1865                       | Weinbergshaus; Bruchsteinturm, bezeichnet 1865 | weitere Bilder Fotos hochladen |
| Weinbergshaus                 | südwestlich des Ortes; Flur Am Helgenberg Lage                              | 19. Jahrhundert            | Weinbergshaus, Bruchsteinbau verputzt, Pyramidendach, 19. Jahrhundert                                                                                | BW                             |
| Katzensteiger Mühle           | westlich des Ortes am Appelbach (Katzensteigermühle 3) Lage                 | Mitte des 19. Jahrhunderts | stattliche Vierflügelanlage, Bruchstein, Mitte des 19. Jahrhunderts; Gesamtanlage einschließlich der Brücke über den Appelbach                       | BW                             |